# Between the Lines (film 1977)
Between the Lines è un film del 1977 diretto da Joan Micklin Silver.
È stato presentato in concorso alla 27ª edizione del Festival internazionale del cinema di Berlino dove si è aggiudicato due premi delle giurie indipendenti.

## Trama
Il Back Bay Mainline è un piccolo giornale indipendente di Boston, tirato avanti da uno staff giovane ed eterogeneo. Harry è uno dei veterani della redazione, un giornalista ambizioso che scrive articoli sugli strip club della città e ha una relazione tormentata con la fotografa Abbie. Michael aspira a diventare uno scrittore e il romanzo a cui lavora lo porterà a trasferirsi a New York, seguito dalla compagna e redattrice Laura. Max è il critico musicale e usa il suo lavoro anche per rimorchiare, arrivando a spiegare alle ragazze di un corso di scrittura di come la canzone Blackbird dei Beatles si riferisca a una poesia di Wallace Stevens. Quando un magnate dell'editoria comprerà il giornale per renderlo mainstream, preannunciando un deciso cambio di "tono politico", l'unica a dimettersi sarà la receptionist Lynn, che si dimostra la figura con i principi più saldi riguardo al suo lavoro, mentre al resto dello staff non resta che accettare che i bei tempi sono finiti.

## Produzione
Il 2 giugno 1976 la rivista Variety riportò che il film, ancora in fase di pre-produzione con il titolo provvisorio Fun While It Lasted, era stato ispirato agli autori dalla redazione del settimanale newyorkese The Village Voice.
Le due settimane di riprese nell'area metropolitana di Boston iniziarono il 13 settembre 1976 (tra le location ci sono il quartiere di Back Bay e la città di Cambridge) e alcune scene aggiuntive furono girate alla fine dell'anno a New York, dove proseguì la post-produzione. Il film fu completato nel febbraio 1977 con un budget di 83.000 dollari.

## Distribuzione
Il 15 aprile 1977 venne presentato all'American Film Institute Theatre, nel Kennedy Center di Washington, e la première si tenne a Los Angeles il successivo 10 agosto.

## Critica
Il critico John DeFore lo ha definito su The Hollywood Reporter «un ritrovo in cui troppo pochi personaggi sono di buona compagnia. Le persone riflettono nostalgicamente su un passato a cui non abbiamo accesso... Parlano molto e i dialoghi di Fred Barron sono molto lontani dalle battute ironiche immaginate nelle redazioni dell'era Screwball».
Sul sito AllMovie, Tom Wiener parla di «un ritratto dell'idealismo degli anni 60 infranto dalla realtà politica e imprenditoriale di fine anni 70». Nella recensione sottolinea anche come il film si sia dimostrato un trampolino di lancio per la carriera di giovani attori di talento, alcuni dei quali al debutto sul grande schermo, come John Heard, Jeff Goldblum, Jill Eikenberry, Joe Morton, Marilu Henner e Raymond J. Barry.

## Riconoscimenti
- 1977 – Festival internazionale del cinema di Berlino

Premio INTERFILM "Otto Dibelius" a Joan Micklin Silver
Premio dei lettori della Berliner Morgenpost a Joan Micklin Silver
Candidatura all'Orso d'oro a Joan Micklin Silver
- 1977 – Los Angeles Film Critics Association Awards

New Generation Award a Joan Micklin Silver

## Colonna sonora
Nel film sono presenti quattro brani eseguiti dalla band Southside Johnny and the Asbury Jukes (che compare anche in una sequenza): I Don't Want to Go Home, Sweeter Than Honey (entrambe scritte da Steven Van Zandt e pubblicate sull'album I Don't Want to Go Home del 1976) e le cover di Having a Party di Sam Cooke e Fannie Mae di Buster Brown. Altri brani includono Heat Treatment di Graham Parker and The Rumour e You to Me Are Everything, eseguita da Eric Mercury.